# Tram van Galway en Salthill
De tram van Galway en Salthill, uitgebaat door de Galway and Salthill Tramway Company was een tramlijn met een spoorwijdte van 3 voet (914 mm) die tussen 1879 en 1918 reizigersvervoer verzorgde in de Ierse stad Galway.

## Geschiedenis

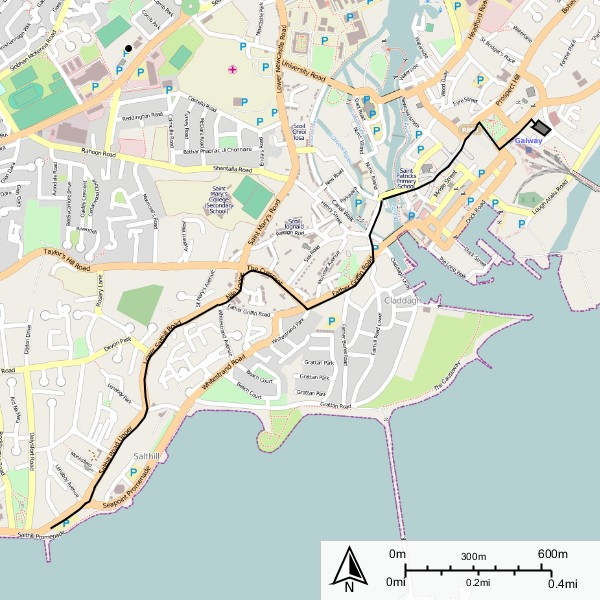
Traject van de Galway and Salthill Tramway

De tram verbond de stad Galway met de kustplaats Salthill. Het traject liep vanaf de stelplaats aan Forster Street in de omgeving van het station van Galway in Zuidwestelijke richting tot aan het eindpunt op de kust van Salthill. De bouw van de lijn kostte £ 13.000.
Oorspronkelijk werden op de lijn zes door de Starbuck Car and Wagon Company gebouwde dubbeldekstrams ingezet die elk door twee paarden werden voortgetrokken. De tram was zeer afhankelijk van het toerisme en van de door de Galway Bay Steamboat Company ingelegde bootexcursies naar de Araneilanden.

## Sluiting
De afhankelijkheid van het toerisme resulteerde tijdens de Eerste Wereldoorlog tot de teloorgang van het bedrijf en veel van de paarden werden in 1917 door de British Army opgeëist voor oorlogsdoeleinden. Het bedrijf werd in 1918 geliquideerd.